# Широкое (Тверская область)
Широкое — деревня в Бологовском муниципальном округе Тверской области России. До 2023 года входила в состав Валдайского сельского поселения Бологовского района.

## География
Деревня располагается на берегу реки Валдайка. Ближайшие населенные пункты: деревня Порожки и деревня Сопки.

## История
Появилась в 1930-е годы неподалеку от трех дач, служивших местом отдыха Санкт-Петербургской интеллигенции в предреволюционные годы. На одной из дач проводил лето Михаил Чехов, брат знаменитого писателя А. П. Чехова. После Октябрьской революции дачи были экспроприированы и на их территории был организован санаторий «Широкое», в годы Великой Отечественной войны служивший госпиталем для бойцов Северо-Западного фронта. Санаторий вырос в полноценный населенный пункт с большой инфраструктурой. Та часть санатория, где располагались хозяйственные постройки, свинарник, кузница, конюшня и пилорама, в 1950—1960-х годах выделилась в отдельный населенный пункт «Подсобное». В середине 1980-х годов здания дач были разобраны. Дача, где отдыхал Михаил Чехов, была перевезена в поселок Лыкошино и долгое время в ней располагалась перчаточная фабрика.
В настоящий момент в деревне Широкое 2 жилых дома, в деревне Подсобное — 4 жилых дома.

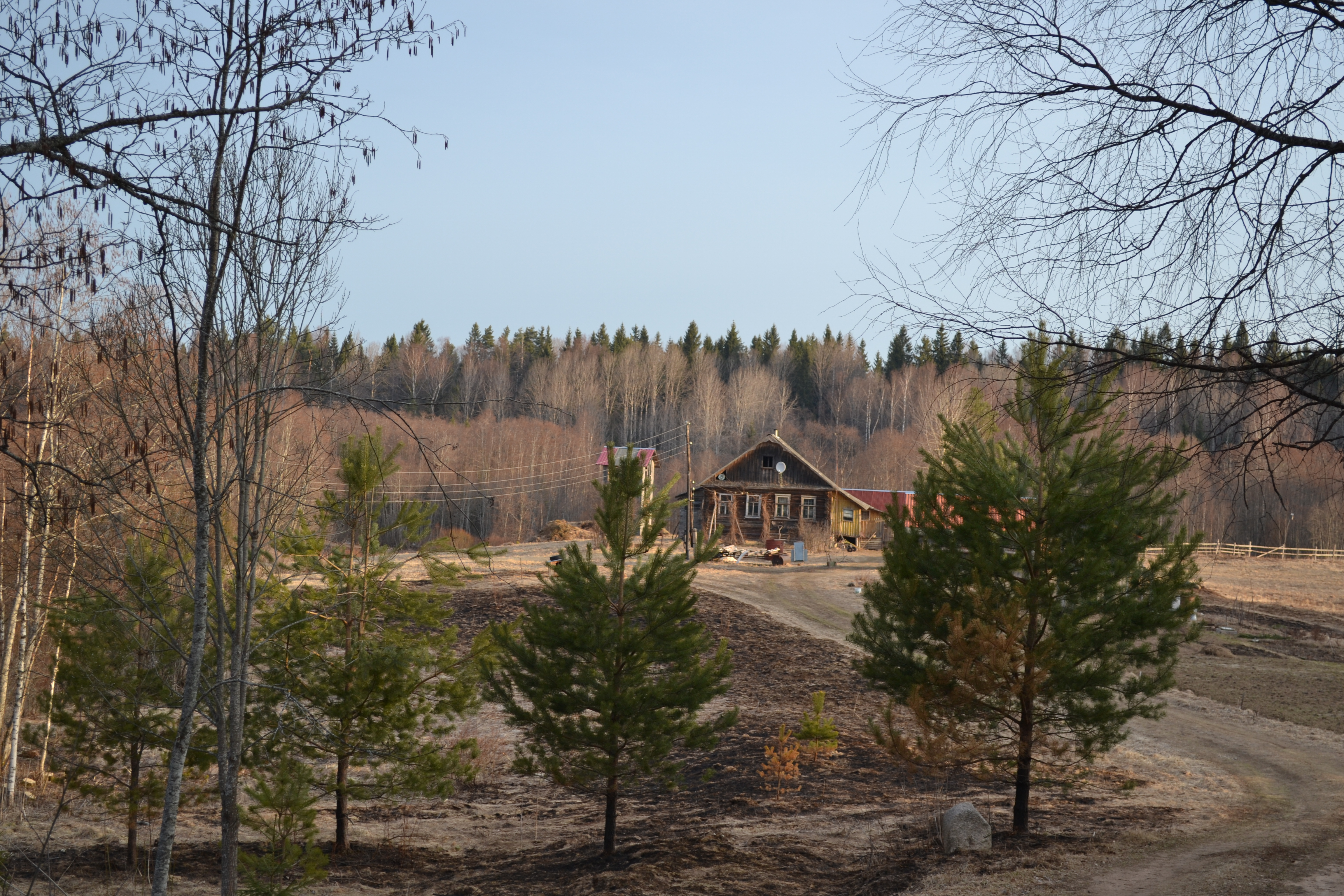
Весна в Широком

## Население
| 2010 |
| ---- |
| 14   |

## Инфраструктура
Личное подсобное хозяйство с зоной сельскохозяйственного использования, индивидуальная застройка усадебного типа.

## Транспорт
Деревня доступна автотранспортом по автомобильой дороге Р-8 Устюжна — Валдай. Остановки общественного транспорта «Широкое» и «Поворот на Широкое».
В ста метрах восточнее деревни проходит трасса М-11 "Нева".